# Серые полёвки
Серые полёвки (лат. Microtus, от  μικρόν οὖς «короткое ухо») — род грызунов подсемейства полёвок.

## Общий облик
Мелкие мышеобразные грызуны, отличающиеся от мышей более короткими ушами и хвостом. Длина тела 11—20 см. Длина хвоста обычно меньше 1/2 длины тела — 1,5—9,5 см; он слабо или умеренно оволоснён. Только у полёвок, живущих на севере, хвост покрыт густыми волосами. Коренные зубы без корней, с постоянным ростом. Волосяной покров обычно довольно высокий, густой и мягкий; у видов, живущих на севере или в высокогорье, отмечен резкий сезонный диморфизм в густоте и высоте волосяного покрова.
Окраска верхней стороны обычно тёмная, буровато-серая, иногда черноватая, либо с рыжеватым оттенком; брюшной — более светлая, от сероватой до бледно-бурой. Различить многие виды полёвок по наружным признакам практически невозможно.
Количество хромосом в диплоидном наборе меняется от 17 у орегонской полёвки до 60 у скалистой полёвки.

## Образ жизни
Распространены серые полёвки на огромной территории Евразии и Северной Америке от тундры до субтропиков и северной части тропической зоны. Населяют самые разнообразные ландшафты. В горах поднимаются до высоты 4500 м над уровнем моря. Наиболее благоприятны для них открытые ландшафты умеренного климатического пояса. Имеются дневные и ночные формы. Селятся обычно колониями, устраивая сложные гнездовые норы. Зимой часто скапливаются в стогах, скирдах и т. п. местах. Питаются главным образом зелёными частями растений, корнями и пр. растительными кормами; некоторые виды запасают значительное количество корней.
Размножаются преимущественно в тёплый период года, но при благоприятных условиях и зимой. В течение года обычно бывает 3—4, иногда до 7 помётов. Среднее количество детёнышей в помёте 5—6. Численность популяций сильно колеблется по годам.
Большинство серых полёвок — опасные вредители зерновых и плодовых культур, а также пастбищных растений; являются естественным резервуаром возбудителей ряда инфекционных болезней (туляремии, лептоспирозов).

## Классификация
В роду серых полёвок 62 вида, из которых в фауне России 12. Наиболее обычны обыкновенная полёвка (Microtus arvalis) и полёвка-экономка (Microtus oeconomus).
- Берингийская полёвка (Microtus abbreviatus)
- Калифорнийская полёвка (Microtus californicus)
- Скалистая полёвка (Microtus chrotorrhinus)
- Длиннохвостая полёвка (Microtus longicaudus)
- Мексиканская полёвка (Microtus mexicanus)
- Поющая полёвка (Microtus miurus)
- Полёвка Ричардсона (Microtus richardsoni)
- Семпоальтенетельская полёвка (Microtus umbrosus)
- Желтощёкая полёвка (Microtus xanthognathus)
- Подрод Microtus
- Пашенная полёвка (Microtus agrestis)
- Microtus anatolicus
- Обыкновенная полёвка (Microtus arvalis)
- Полёвка Кабрера (Microtus cabrerae)
- Microtus dogramacii
- Полёвка Гюнтера (Microtus guentheri)
- Илийская полёвка (Microtus ilaeus)[2]
- Иранская полёвка (Microtus irani)
- Белуджистанская полёвка (Microtus kermanensis)
- Восточноевропейская полёвка (Microtus levis)
- Microtus mystacinus De Filippi, 1865
- Копетдагская полевка (Microtus paradoxus)[3]
- Казвинская полёвка (Microtus qazvinensis)
- Полёвка Шидловского (Microtus schidlovskii)[4]
- Общественная полёвка (Microtus socialis)
- Подземная полёвка (Microtus subterraneus)
- Закаспийская полёвка (Microtus transcaspicus)
- Подрод Terricola
- Баварская полёвка (Microtus bavaricus)
- Microtus brachycercus
- Дагестанская полёвка (Microtus daghestanicus)
- Средиземноморская полёвка (Microtus duodecimcostatus)
- Microtus liechtensteini
- Microtus lusitanicus
- Кустарниковая полёвка (Microtus majori)
- Полёвка Фатио (Microtus multiplex)
- Полёвка Сави (Microtus savii)
- Татранская полёвка (Microtus tatricus)
- Полёвка Томаса (Microtus thomasi)
- Подрод Mynomes
- Островная полёвка (Microtus breweri)
- Серохвостая полёвка (Microtus canicaudus)
- Горная полёвка (Microtus montanus)
- Орегонская полёвка (Microtus oregoni)
- Луговая полёвка (Microtus pennsylvanicus)
- Полёвка Таунсенда (Microtus townsendii)
- Подрод Alexandromys
- Microtus clarkei
- Эворонская полёвка (Microtus evoronensis)
- Большая полёвка (Microtus fortis)
- Полёвка Джербе (Microtus gerbei)
- Microtus kikuchii
- Приозёрная полёвка (Microtus limnophilus)[5][6]
- Полёвка Максимовича (Microtus maximowiczii)
- Полёвка Миддендорфа (Microtus middendorffi)
- Монгольская полёвка (Microtus mongolicus)
- Японская полёвка (Microtus montebelli)
- Муйская полёвка (Microtus mujanensis)
- Полёвка-экономка (Microtus oeconomus)
- Сахалинская полёвка (Microtus sachalinensis)
- Подрод Stenocranius
- Узкочерепная полёвка (Microtus gregalis)
- Подрод Pitymys
- Гватемальская полёвка (Microtus guatemalensis)
- Оахаканская полёвка (Microtus oaxacensis)
- Сосновая полёвка (Microtus pinetorum)
- Центральноамериканская полёвка (Microtus quasiater)
- Подрод Pedomys
- Желтобрюхая полёвка (Microtus ochrogaster)
- Подрод Hyrcanicola
- Полёвка Шелковникова (Microtus schelkovnikovi)